# Cobué
Cobué é um povoado moçambicano da Província do Niassa, sede de um posto administrativo do distrito do Lago. Encontra-se situado nas margens do lago Niassa, nas imediações da ilha Likoma. 